# Велимчанська дача
Велимчанська Дача — заповідне урочище місцевого значення, об'єкт природно-заповідного фонду в Україні. Розташований на території Ратнівського району Волинської області.
Перебуває у користуванні ДП «Ковельський лісгосп», (Замшанське лісництво кв. 8, вид. 2, 4, 10, 11, 24, 25, 26). 
Площа — 22,6 га, статус надано відповідно до рішення Волинської обласної ради від 30.05.2000, № 12/3.
Статус надано з метою охорони та збереження у природному стані ділянки низькобонітетних заболочених соснових насаджень з домішкою берези повислої (Betula pendula). 
У трав'яному покриві урочища зростають лікарські рослини: багно звичайне (Ledum palustre), пухівка піхвова (Eriophorum vaginatum), перстач прямостоячий (Potentilla erecta), кропива дводомна (Urtica dioica) та ягідники: чорниця (Vaccinium myrtillus), буяхи (Vaccinium uliginosum), брусниця (Vaccinium vitis-idaea).